# Musa ibn Nusajr
Musa ibn Nusajr – arabski gubernator Afryki Północnej (Maghrebu), mianowany przez kalifa Al-Walida I.
W latach 710 i 711 wysłał na tereny Półwyspu Iberyjskiego ekspedycje, które podbiła większość państwa Wizygotów. Przed powrotem do Kairuanu przekazał dowództwo Tarikowi ibn Zijadowi, który poprowadził inwazję na Półwysep Iberyjski, zdobywając między innymi Sewillę i Méridę .
W 714, wraz z Tarikiem, powrócił do Damaszku; gubernatorem nowo zdobytych terenów stał się jego syn, Abd al-Aziz ibn Musa.